# Cattedrale dei Santi Giacomo e Vincenzo
La cattedrale dei Santi Giacomo e Vincenzo si trova nella città di Breslavia, in Polonia, ed è la cattedrale dell'eparchia di Breslavia-Koszalin.

## Storia
Il monastero francescano, con la chiesa adiacente, furono fondati nel 1240 da Enrico II detto Il Pio, anche se i frati dell'ordine minore erano presenti sul territorio già dal 1232 o 1234, il quale morì durante la battaglia di Legnica combattendo contro i mongoli e venne sepolto nella cripta all'interno della chiesa a lui dedicata.
Il 16 dicembre 1261 in questa chiesa venne proclamata l'adozione del Diritto di Magdeburgo, l'insieme di leggi che permisero l'organizzazione della nuova città, e il suo sviluppo. 
La navata centrale  gotica lunga bel 77,5 metri e alta 23, fu edificata nel XIV secolo.
Con l'avvento del Protestantesimo i francescani lasciarono il convento, e la chiesa passò ai premostratensi di San Norberto, che dedicarono la chiesa anche a San Vincenzo, e nel 1810 dopo la laicizzazione dell'ordine il monastero fu trasformato nel Tribunale della città.

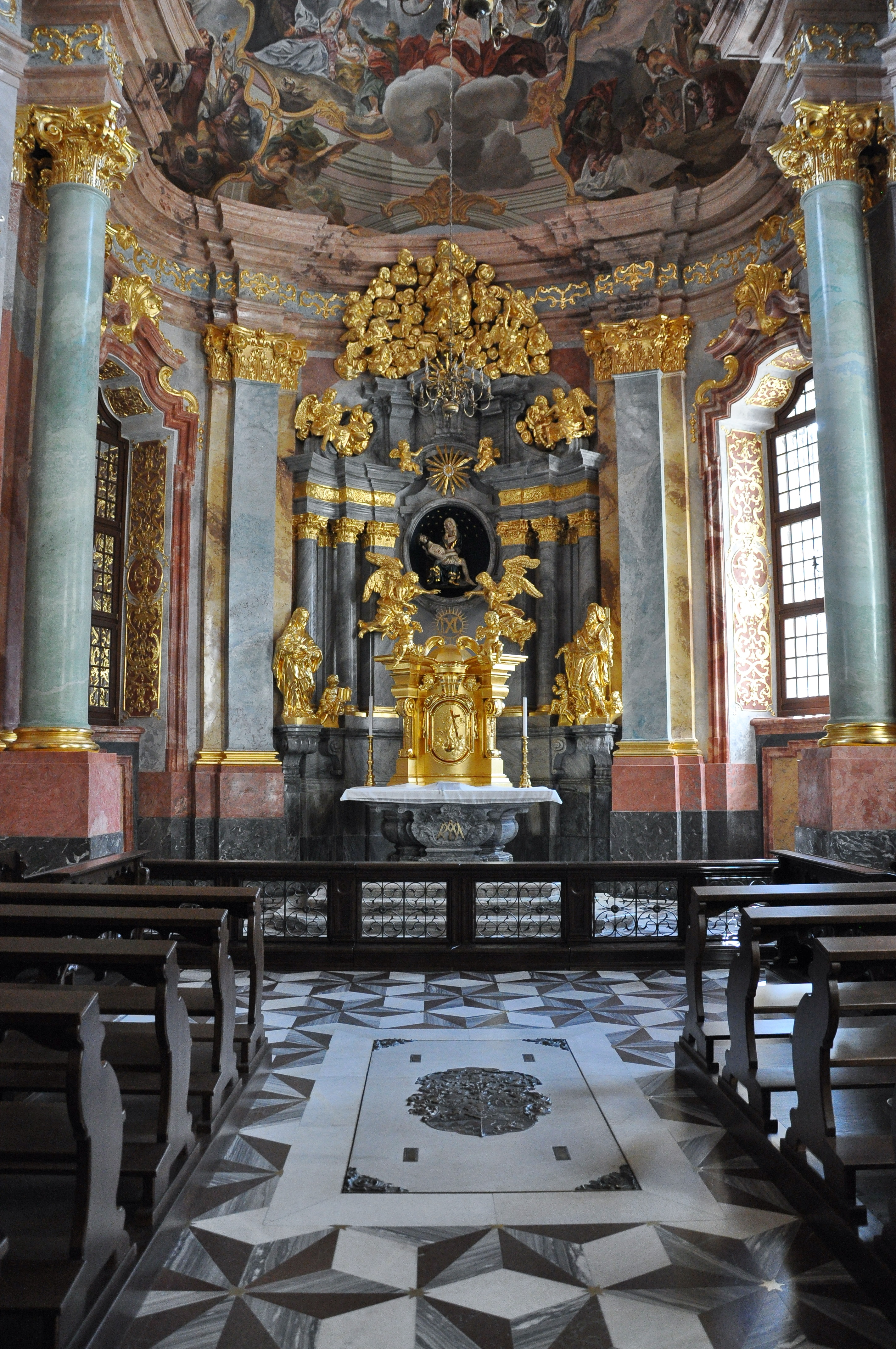
Cappella Hochberg

La chiesa venne più volte ristrutturata. Nel corso del secondo conflitto mondiale l'edificio subì diversi danni sia alle pareti laterali che al soffitto e la sua ricostruzione durò più di quaranta anni.
Nel 1997 per decreto di papa Giovanni Paolo II l'edificio divenne cattedrale dell'eparchia di Breslavia-Danzica (oggi eparchia di Breslavia-Koszalin).

## Architettura
L'interno della chiesa è a tre navate, con quella principale divisa in cinque arcate; il soffitto è costituito da volte a crociera costolonate, mentre il presbiterio è a pianta triangolare e composto da sei arcate.
La parte settentrionale confina con l'antico convento francescano, diventato sede dell'istituto di filologia polacca dell'Università di Breslavia.
Nella parte a sud vi è la cappella barocca progetto di Christoph Hackner su commissione dell'abate norberino di Bresclavia Ferdinand Hochberg, dove voleva esse imumato. Anche questa cappella riccamente decorata fu distrutta durante la seconda guerra mondiale e poi ricostruita.